# Phylloscopidae
Famille
Les Phylloscopidae (ou phylloscopidés en français) sont une famille monotypique de passereaux constituée d'un genre et de 81 espèces.

## Liste des genres
Selon la classification de référence du Congrès ornithologique international (version 14.1, 2024) :
- Phylloscopus (81 espèces)

## Liste des espèces
D'après la classification de référence du Congrès ornithologique international (version 14.1, 2024) (ordre phylogénique) :